# گرند آیل (لوئیزیانا)
گرند آیل (به انگلیسی: Grand Isle) شهری در ایالت لوئیزیانا کشور ایالات متحده آمریکا است که جمعیت آن در سرشماری سال ۲۰۱۰ میلادی، ۱٬۲۹۶ نفر بوده‌است.